# Kanton Pulacayo
Der Kanton Pulacayo ist ein Gemeindebezirk im Departamento Potosí im südamerikanischen Anden-Staat Bolivien.

## Lage im Nahraum
Der Cantón Pulacayo ist einer von fünf Kantonen im Landkreis (bolivianisch: Municipio) Uyuni in der Provinz Antonio Quijarro. Er grenzt im Norden an den Kanton Huanchaca, im Westen an den Uyuni, und im Osten an das Municipio Tomave.
Der Kanton erstreckt sich zwischen etwa 20°20' und 20°31' südlicher Breite und 66°40' und 66°45' westlicher Länge. Es misst von Norden nach Süden bis zu 20 Kilometer, von Westen nach Osten bis zu sieben Kilometer. Im Zentrum des Kantons liegt der zentrale und einzige Ort des Kantons, Pulacayo, mit 555 Einwohnern. Die mittlere Höhe des Kantons liegt bei 4100 m.

## Geographie
Der Kanton Pulacayo liegt am östlichen Rand des bolivianischen Altiplano zwischen dem Salzsee Salar de Uyuni und der Cordillera Azanaques, die ein Teil der Gebirgskette der Cordillera Central ist. Das Klima ist ein typisches Tageszeitenklima, bei dem die täglichen Temperaturschwankungen stärker ausfallen als die Schwankungen zwischen den Jahreszeiten.
Die mittlere Durchschnittstemperatur der Region liegt bei knapp 9 °C (siehe Klimadiagramm Uyuni) und schwankt zwischen 4 und 5 °C im Juni und Juli und 11 bis 12 °C in den Sommermonaten von November bis März. Der Jahresniederschlag beträgt nur knapp 150 mm, bei einer ausgeprägten Trockenzeit von April bis November mit Monatsniederschlägen unter 10 mm, mit einem Höchstwert von 45 mm im Januar.

## Bevölkerung
Die Bevölkerungszahl in dem Kanton ist zwischen den beiden letzten registrierten Volkszählungen drastisch auf ein Drittel zurückgegangen. Die Daten der Volkszählung 2012 liegen noch nicht vor:
| Jahr | Einwohner | Quelle           |
| ---- | --------- | ---------------- |
| 1992 | 1 620     | Volkszählung     |
| 2001 | 555       | Volkszählung     |
| 2012 | .         | noch keine Daten |

Die Bevölkerungsdichte im Municipio Uyuni betrug 2,4 Einwohner/km² bei der letzten Volkszählung von 2001, die Lebenserwartung der Neugeborenen im Municipio lag bei 62 Jahren. 
Der Alphabetisierungsgrad bei den über 19-Jährigen im Municipio Uyuni beträgt 84 Prozent, und zwar 94 Prozent bei Männern und 76 Prozent bei Frauen (2001).
Die Region weist einen hohen Anteil an Quechua-Bevölkerung auf, im Municipio Uyuni sprechen 43,4 % der Bevölkerung die Quechua-Sprache.

## Gliederung
Der Cantón Pulacayo besteht nur aus der Minensiedlung Pulacayo am Cerro Pulacayo, er ist daher nicht weiter in Subkantone (vicecantones) untergliedert.